# La festa di fidanzamento
La festa di fidanzamento (Titolo originale: A long conversation) è un racconto extra, contenuto nella prima edizione de Shadowhunters - Signora della mezzanotte scritto da Cassandra Clare.

## Trama
Clary, ormai divenuta insieme a Jace capo dell’Istituto di New York, si ritrovò ad ammirare l’interno dell’edificio, brulico di persone per le quali provava un grande affetto e allestito, all’ultimo momento, per un evento molto importante. Due giorni prima, infatti, Simon era arrivato di corsa annunciando di aver proposto ad Isabelle di sposarlo. Lei gli aveva chiesto una festa di fidanzamento da tenersi dopo due giorni esatti. Jace aveva capito immediatamente che il motivo era che quel giorno sarebbe stato il 15º compleanno di Max, il piccolo fratellino di Izzy e Alec, e sarebbe stato un modo per sentirlo più vicino. E così, nonostante nell'Istituto fossero in corso interventi di ristrutturazione, Jace, Clary, Magnus ma anche Maia e alcuni membri del branco, collaborarono per organizzare la grande festa.
Tra gli invitati c'erano diversi Nascosti, tra cui Lily Chan e Maia Roberts, rispettivamente capoclan dei vampiri e capoclan dei lupi mannari a New York, Magnus Bane con il figlio Max, uno stregone di tre anni dalla pelle blu marino, ma anche Luke, il padre di Clary, mentre la madre Jocelyn, incinta di otto mesi, era rimasta a casa a riposare.
Durante la serata si presentano a Clary alcuni imprevisti, a partire dai tulipani di cui avrebbe dovuto sbarazzarsi dato che Isabelle ne era allergica, come le confermò il fratello di lei. Fu proprio Alec a confidarsi con Clary riguardo ad una situazione che lo preoccupava: temeva che i Nephilim avessero potuto portargli via il piccolo Rafe, uno Shadowhunters di cinque anni sopravvissuto alla strage di Buenos Aires durante la Guerra Oscura, che lui e Magnus avevano deciso di adottare. Alec aveva spiegato a Clary quanto poco in realtà i Nephilim si fidassero dei Nascosti e quanto probabilmente non avrebbero visto di buon occhio uno stregone a prendersi cura di uno di loro. Lei lo rassicurò, facendogli notare che probabilmente il suo era un modo per sviare la sua reale preoccupazione: la paura di essere genitore, di non essere abbastanza. In seguito, la giovane si ritrovò a parlare con Rebecca, la sorella di Simon, che la ringraziò per aver reso il fratello così felice della propria vita. Nella confusione, riuscì anche a fermare telefonicamente una diatriba tra un branco di lupi mannari e un gruppo di vampiri. Finché arrivò finalmente il momento di accogliere Isabelle, la quale fu immediatamente allontanata dai tulipani di cui erano invasi e condotta nella sala dove gli ospiti la attendevano. Mentre tutti festeggiavano, Jace si avvicinò a Clary e la condusse verso la Stanza delle Strategie. Lì, il ragazzo, dopo essersi scambiati dei gesti d'affetto, le sussurrò, con voce tremante, la proposta. La proposta di matrimonio. Clary non riuscì a rispondere, sia per lo smarrimento che la investì, sia per l’entrata nella stanza di Magnus Bane che, tutto concitato, li informò della presenza di magia negromantica vicino all'istituto di Los Angeles. Arrivò anche Robert Lightwood, con una borsa piena di spade angeliche. Lo stregone creò il Portale e i giovani dovettero partire per l'ennesima avventura. Una volta tornati, però, Clary avrebbe dovuto dare una risposta a Jace.